# Louis Marie de Laat de Kanter

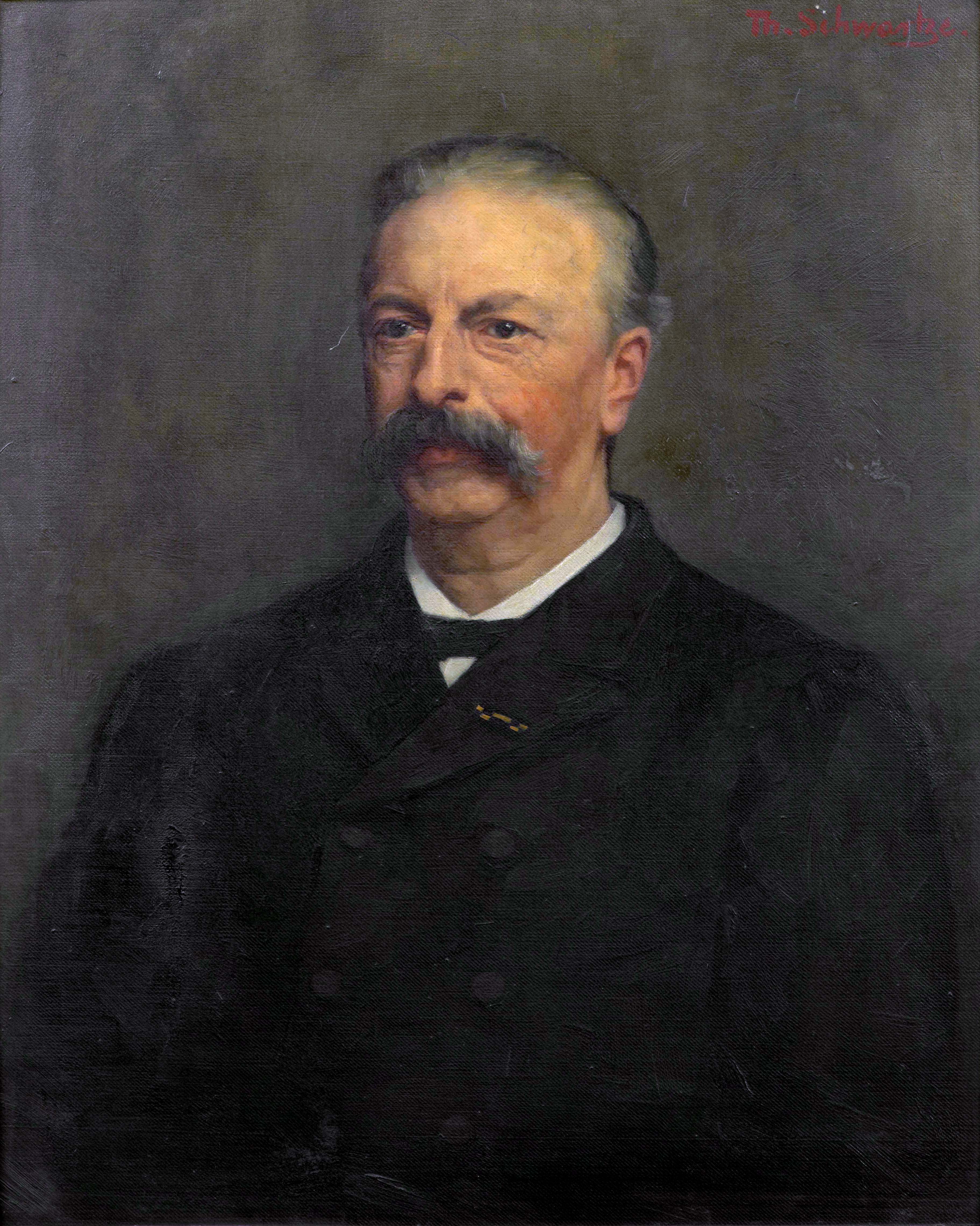
Burgemeester De Laat de Kanter (Thérèse Schwartze naar Jan Goedeljé)

Louis Marie de Laat de Kanter (Goes, 22 januari 1829 – Leiden, 4 februari 1894) was een Nederlands burgemeester.

## Biografie
De Kanter was lid van de familie De Kanter en een zoon van hypotheekbewaarder en dijkgraaf Willem Albert de Laat de Kanter (1793-1874) en Madelaine Henriette Jeanne Châtelain (1791-1852). Hij trad in militaire dienst en werd 1e luitenant-ter-zee. Daarna was hij inspecteur bebakening, kustverlichting en loodswezen in Nederlands-Indië. Sinds 1876 was hij gemeenteraadslid van Leiden totdat hij in juni 1880 werd benoemd tot burgemeester van die stad, welk ambt hij tot zijn overlijden zou bekleden. In zijn Leidse tijd was hij tevens curator van de Rijksuniversiteit Leiden en vanaf 1880 ook lid van Provinciale Staten van Zuid-Holland. Hij trouwde in 1859 met zijn volle nicht Philippina Anna Petronella de Kanter (1836-1904) met wie hij vijf kinderen kreeg.
De Kanter was Ridder in de Militaire Willems-Orde en Ridder in de Orde van de Nederlandse Leeuw. In Leiden werd een straat naar hem vernoemd.
- Gemeinsame Normdatei: 142648442
- International Standard Name Identifier: 0000 0000 9183 3737
- Nederlandse Thesaurus van Auteursnamen: 072514469
- Virtual International Authority File: 134475364
- WorldCat: E39PBJr3vtBP9K4HybwDGM3hHC